# فرزندان کاپیتان گرانت
«فرزندان کاپیتان گرانت» (فرانسوی: Les Enfants du capitaine Grant‎) داستانی از ژول ورن نویسنده شهیر فرانسوی است که توسط پیر-ژول اتزل در سال ۱۸۶۷ منتشر شد.

## خلاصه داستان
رمان «فرزندان کاپیتان گرانت» یک ماجراجویی تمام عیار است که هم در دریا و هم در خشکی ماجراهای خود را پی می‌گیرد. «لرد گلناراوان» و همسرش به همراه «مری» و «روبرت» (فرزندان هری گرانت) و خدمه کشتی «دونکان» در جستجوی «هری گرانت»، کاپیتان کشتی «بریتانیا» عازم یک سفر دریایی عظیم می‌شوند؛ در حالی که تنها راهنمای آنها متن رنگ و رو رفته یک نوشته اسرارآمیز است که به سه زبان و به‌صورت نامفهوم نوشته شده است.
نقطه شروع سفر آنها بندر «گلاسکو» در اسکاتلند است. آنها ابتدا با توجه به آنچه که به صورت نامفهوم از نوشته دریافت می کنند، عازم سواحل «پاتاگونیا» در آمریکای جنوبی می‌شوند و سپس جستجوی خود را از طریق خشکی و در دل آمریکای جنوبی ادامه می‌دهند. اما سپس با پی‌بردن به اشتباه خود و بررسی دقیق‌تر نقشه، محل تقریبی کاپیتان را استرالیا حدس می‌زنند. آنها دوباره راهی اقیانوس اطلس و عازم استرالیا می‌شوند. با توجه به اینکه عرض جغرافیایی 37 درجه جنوبی در نقشه ذکر شده است آنها جزیره‌هایی همچون تریستان داکونا و جزیره آمستردام را که در این عرض و در مسیرشان قرار دارد، در جستجوی کاپیتان مورد بررسی قرار می‌دهند.
در تمام این جزیره‌ها و حتی در استرالیا، آنها هیچ اثری از کاپیتان گرانت نمی‌یابند و در حالیکه در استرالیا کشتیشان نیز مفقود می‌شود، با روحیه‌ای ناامید تصمیم به بازگشت به اروپا و اسکاتلند می‌گیرند. آنها سوار بر یک کشتی عازم «اوکلند» در شمال نیوزیلند می‌شوند تا از آنجا عازم اروپا شوند اما در پی طوفانی کشتی دچار حادثه شده و آنها قدم به ساحل جزیره‌ای ناشناخته می‌گذارند. جزیره‌ای که به طور اتفاقی کاپیتان گرانت را نیز در آنجا می‌یابند.
جزیره‌ای که آنها به همراه کاپیتان گرانت در آن اسیر می‌شوند، جزیره ای است تخیلی در شرق نیوزیلند، واقع در طول جغرافیایی 153 درجه و عرض جغرافیایی 37 درجه در اقیانوس آرام که در برخی نقشه‌های جغرافیایی باعنوان جزیره ماریا ترزا و در برخی دیگر با عنوان جزیره تابور به آن اشاره می‌شود. این جزیره تخیلی در همسایگی جزیره تخیلی دیگری به نام جزیره لینکلن قرار دارد که مکان وقوع حوادث رمان معروف دیگری از ژول ورن با عنوان جزیره اسرارآمیز می‌باشد.